# Luprik József
Luprik József (1772 körül – Szentdienes, 1812. július 7.) római katolikus plébános.

## Élete
Pécsett járta felsőbb iskoláit, ahol 1793-ban a természeti tudományok tanulója volt. A pécsi püspök egyház papnövendékei közé lépve a teológiát is ott végezte és felszenteltetvén, előbb segédlelkész, majd plébános lett Vaszaron, 1806. május 15-től Szentdienesen (Baranya megye) plébános, ahol 1812-ben, 40 éves korában hunyt el.

## Munkái
- Tekéntetes nemes Baranya vármegyének felajánlott hír bé szurkozó könyvecskét megczáfolja ... Pécs, 1793. (Költemény.)
- Carmen gratulatorium et quasi extemporaneum in honorem ill. ac rev. Dni Josephi Király, episcopi Quinque-Ecclesiensis, cum dioecesim suam, signanter parochiam Sz. Dienesiensem canonice visitaret. Anno 1810. calend. Augusti. Uo.